# UTC−1
| Süd-Sommer-/Nord-NormalzeitSeegebiet | Nord-Sommer-/Süd-NormalzeitStandardzeit ganzjährig |

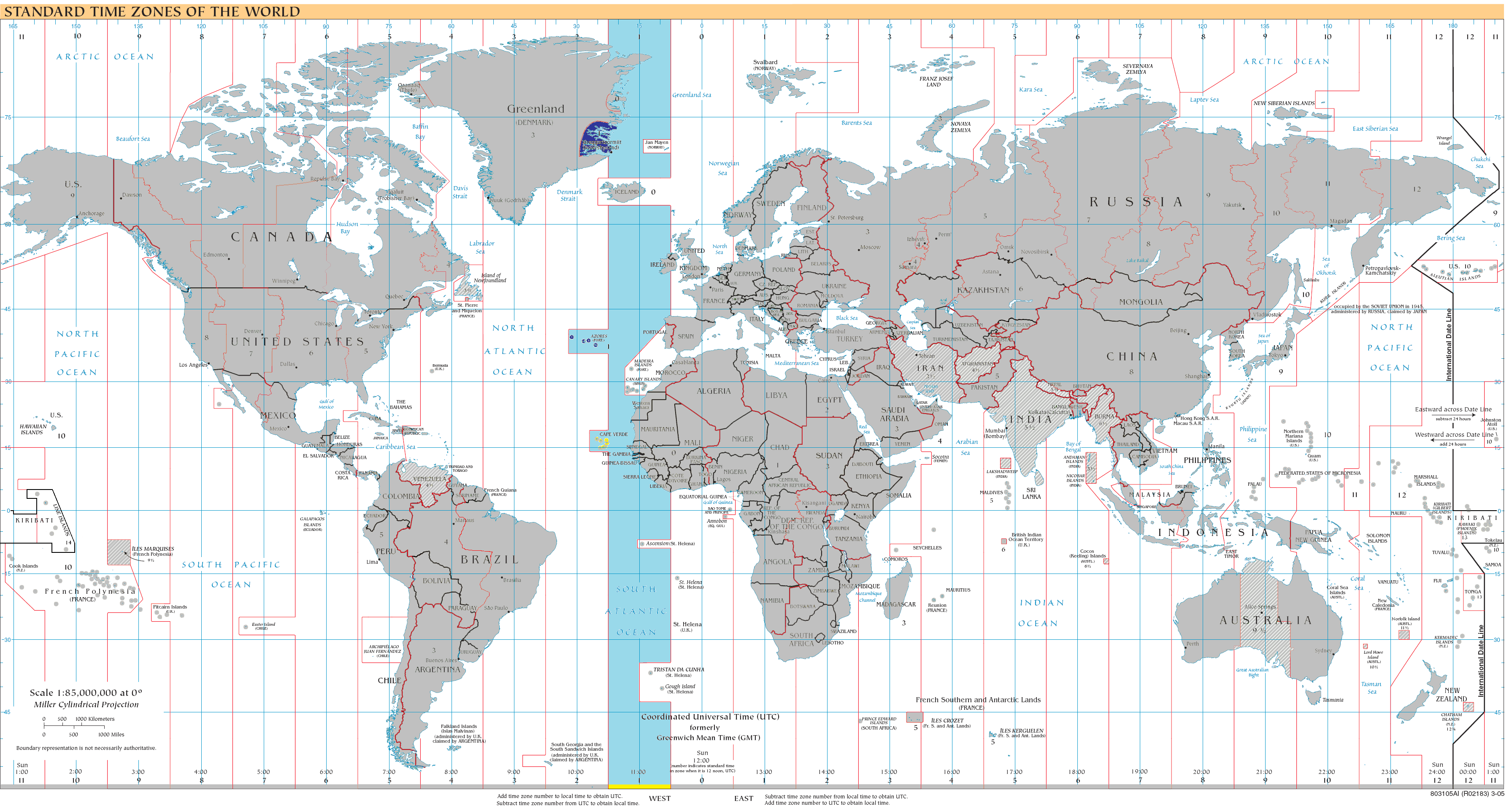
UTC−1:

UTC−1 ist eine Zonenzeit, die den Längenhalbkreis 15° West als Bezugsmeridian hat. Auf Uhren mit dieser Zonenzeit ist es eine Stunde früher als die koordinierte Weltzeit und zwei Stunden früher als die MEZ.

## Geltungsbereich
Zeitzonen von Nord nach Süd:
- Ittoqqortoormiit / King Christian IX Land,  Grönland/Dänemark: Standardzeit, folgt den Sommerzeit-Regeln der EU, dann UTC±0
- Azoren,  Portugal: Standardzeit Azores Standard Time (AZOST), folgt den Sommerzeit-Regeln der EU, dann Azores Daysaving Time (AZODT) UTC±0
- Kapverdische Inseln,  Kap Verde: Cape Verde Time (CVT), ganzjährig